# Référendum liechtensteinois de 1922
 (août 2025).
Un référendum a lieu au Liechtenstein le 24 décembre 1922. 

## Contenu
Le référendum porte sur un nouveau code des impôts introduisant des impôts sur le revenu, sur le capital et sur les sociétés.

## Contexte
Il s'agit du quatrième référendum au Liechtenstein et du premier mis en œuvre dans le cadre de l'article 66 de la toute nouvelle constitution de 1921.
Il s'agit d'un référendum facultatif d'origine parlementaire : le parlement du pays, le Landtag, décide de soumettre le projet de loi à la votation.

## Résultat
| Choix                           | Votes | %     |
| ------------------------------- | ----- | ----- |
| Pour                            | 1 078 | 59,59 |
| Contre                          | 731   | 40,41 |
| Votes blancs et invalides       | 65    | –     |
| Total                           | 1 874 | 100   |
| Inscrits/Participation          | 2 075 | 90,31 |
| Source: Démocratie Directe (de) |       |       |